# تونس 2050 (مسلسل)
تونس 2050 (بالفرنسية: Tunis 2050) مسلسل رسوم متحركة هزلي تونسي بالنظام الثلاثي الأبعاد، عُرض لأول مرة في شهر رمضان 2009 على قناة حنبعل، واستمر بشكل متقطع لأربعة مواسم، آخرها في رمضان 2020.

## أداء الأصوات
- جعفر القاسمي : عبد الحميد
- عفاف علية : ياسمين
- آمال السماوي : نهال
- فتحي ميلاد : منصف
- أمين قارة : رُوشْكَة
- وسيم الحريصي : لسعد
- وجيهة الجندوبي : عزيزة
- ظافر العابدين : بلال

## القصة والشخصيات

### القصة
يسرد المسلسل مغامرات عائلة تونسية تعيش بالعاصمة سنة 2050، وما تتعرض له من مواقف طريفة وكوميدية، تماشيًا مع التغيرات الاجتماعية في المجتمع التونسي خلال هذه الفترة.

### الشخصيات
- عبد الحميد: محامي، يبلغ من العمر 59 سنة،[1] وهو متزوج من ياسمين، له بنت تُدعى نهال وابنان (اسكندر وسليم)،[1] وهو يعيش في منزله مع والد زوجته (منصف) الذي تربطه به علاقة متوترة. كما يملك عبد الحميد إنسان آلي يُدعى روشكة. يسعى عبد الحميد دائماً إلى توفير طلبات زوجته التي لا حدود لها.[1]
- ياسمين: مديرة مكتب وساطة زواج، تبلغ من العمر 42 سنة، وهي زوجة عبد الحميد،[2] يعيش والدها مع عائلتها في نفس المنزل، وهي مهتمة فقط بشخصها، تريد دائماً أن تكون أفضل من الآخرين، حيث تكمن سعادتها في الإسراف في الإنفاق.[1]
- نهال: ابنة عبد الحميد وياسمين، تبلغ من العمر 23 سنة،[1] وهي عارضة أزياء، مدللة جدا، تهتم كثيرا بمظهرها ولياقتها.[3] وهي تبحث عن الزوج الغني الذي سيسعدها في حياتها.
- اسكندر: ابن عبد الحميد وياسمين، يبلغ من العمر 17 سنة.[4] وهو يكره الدراسة ويفكر دائماً في ألعاب الفيديو.[4]
- سليم: ابن عبد الحميد وياسمين، وهو طفل يبلغ من العمر 5 سنوات،[1] دائماً ما يقوم بالمقالب.[5]
- منصف: والد ياسمين، وهو رجل بخيل يبلغ من العمر 80 سنة.[1][6] استقر منصف مع عائلة ابنته بعد أسبوع من زواجها من عبد الحميد، الذي بينهما علاقة متوترة.[1]
- رُوشْكَة: (من اللهجة التونسية: رُوشْكَه أي صمولة) وهو عبارة عن إنسان آلي، يعيش في منزل عبد الحميد، قادر على التحدث والتعويل على النفس، كما أنه في صراع دائم مع الصغير سليم.[7]
- لسعد:  شاب يبلغ من العمر 24 سنة، يمكنه فعل أي شيء، غير أنه لم يجد بعد العمل الذي يناسبه.[8][4]

## روابط خارجية
- تونس 2050 على موقع IMDb (الإنجليزية)
- تونس 2050 على موقع قاعدة بيانات الفيلم (الإنجليزية)